# Daniil Aldoškin
Daniil Alekseevič Aldoškin (in russo Даниил Алексеевич Алдошкин?; Kolomna, 19 giugno 2001) è un pattinatore di velocità su ghiaccio russo, vice-campione olimpico nella'inseguimento a squadre maschile ai Giochi di Pechino 2022.

## Palmarès

### Olimpiadi
- 1 medaglia:
  - 1 argento (inseguimento a squadre a Pechino 2022)